# 共命鳥

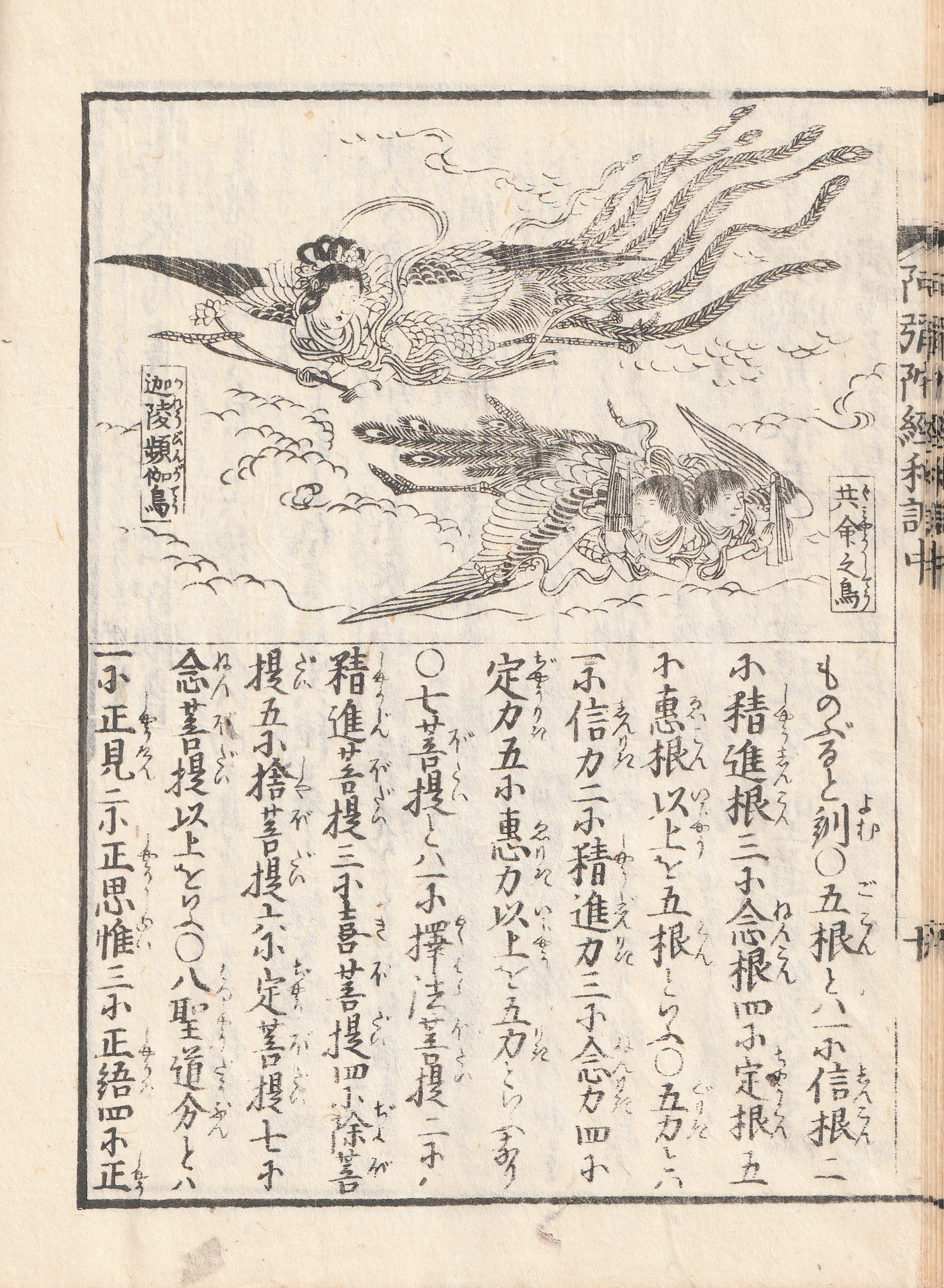
『阿弥陀経和訓図会』に描かれた迦陵頻伽と共命鳥

共命鳥（ぐみょうちょう、jīvaṃjīvaka）は、体は一つ、頭が二つある鳥で、仏教における想像上の生物。『阿弥陀経』では、迦陵頻伽とともに極楽浄土に住むとされる。美しい羽根を持ち、妙なる声で囀ると伝えられている。命命鳥（めいめいちょう、みょうみょうちょう）・耆婆耆婆（ぎばぎば）とも呼ばれる。

## 説話
共命鳥は他の鳥と比べても殊更に美しい羽と声を持っていたが、両頭どちらも自らが世界一美しいと譲らず、ついに「片方を殺してしまえば自分が世界一になる。」と考えるに至る。そして、密かに片方の食事に毒を盛り食べさせた。結果として食べた側を殺すことは出来たものの、そもそもの身体は一つであるため食べさせた側にも毒が回り、ついに共命鳥は命を落とす。このことがあってから、浄土の共命鳥は「他を滅ぼす道は己を滅ぼす道、他を生かす道こそ己の生かされる道」と鳴き続けているという。